# Wang Qiang
Ne pas confondre avec Wang Xinyu, Wang Xiyu, Wang Yafan, également joueuses de tennis.
Dans ce nom chinois, le nom de famille, Wang, précède le nom personnel.
Wang Qiang, née le 14 janvier 1992, est une joueuse de tennis chinoise, professionnelle depuis 2007.
Wang Qiang est une des rares joueuses à avoir un bilan neutre face à Serena Williams, en deux rencontres (les deux en tournois majeurs) elle a perdu lors de l'US Open 2019 et compte une victoire lors de l'Open d'Australie 2020.

## Parcours

### 2017: premier titre WTA 125 et première finale en double

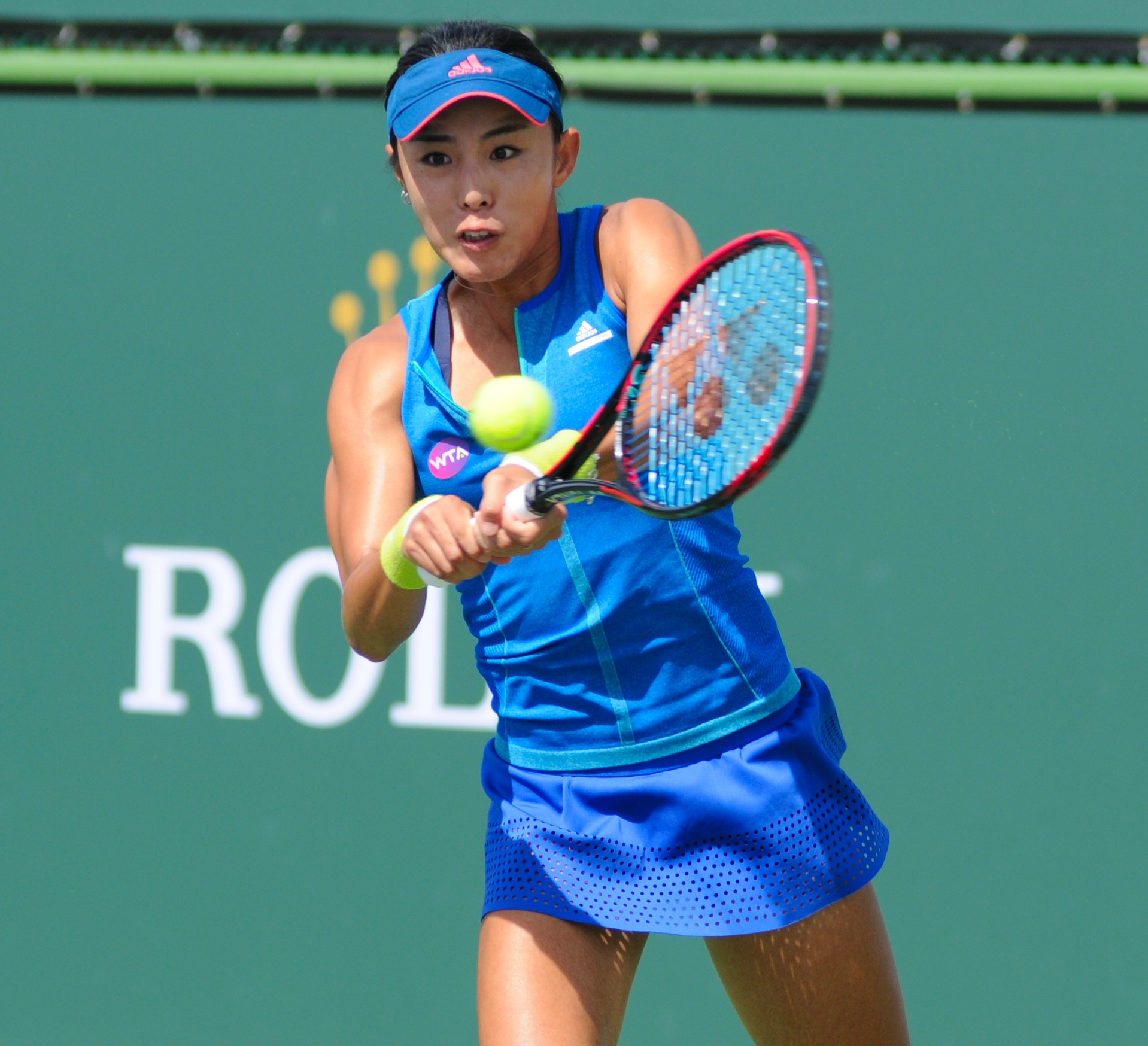
Wang Qiang au BNP Paribas Open de 2017 à Indian Wells (Californie)

Elle obtient son premier titre en catégorie 125 à Zhengzhou. Battant Hiroko Kuwata avec un score expéditif de 6-1, 6-1, puis V. Grammatikopoulou 6-4, 5-7, 2-6, elle vient à bout de sa compatriote Liu Fangzhou sur un score sans appel de 6-3, 6-2. En demi-finale, elle vainc une autre de ses compatriotes en la personne de Duan Ying-Ying 7-6, 6-2. Enfin en finale, elle bat la tête de série numéro une Peng Shuai 3-6, 7-6, 1-1ab..
En septembre elle surprend la française Kristina Mladenovic lors de l'open de Tokyo sur le score sans appel de 6-0, 6-0. Elle sera éliminée au tour suivant par Anastasia Pavlyuchenkova sur le score serré de 6-4, 4-6, 6-2.
Lors du tournoi de tennis de Hong Kong, elle parvient jusqu'en demie en simple. Elle élimine Chang Kai-chen, Luksika Kumkhum, Samantha Stosur. C'est Anastasia Pavlyuchenkova qui l'éliminera. Elle atteint aussi la finale en double associée à Lu Jiajing. Elles éliminent les paires Makoto Ninomiya - Renata Voráčová, Luksika Kumkhum - Peangtarn Plipuech et Monique Adamczak - Chang Kai-chen. Elles perdront néanmoins face à la paire taïwanaise Chan Hao-ching - Chan Yung-jan.

### 2018 - 2019: nouveaux titres et bonnes performances
Lors du tournoi de Dubaï, elle arrive au second tour après une phase de qualifications. Elle bat Kiki Bertens au premier tour 6-3, 6-0. C'est à Indian Wells qu'elle réalise un parcours plus probant en battant Timea Bacsinszky 6-0, 4-6, 6-2, puis Elise Mertens 4-6, 6-3, 6-3, puis Kristina Mladenovic sur le score net 6-1, 6-2. C'est Simona Halep qui cessera cette progression en battant Wang Qiang sur le score de 7-5, 6-1.
À Nanchang en juillet 2018, Wang Qiang s'adjuge son second titre, son premier sur le circuit WTA. Elle bat Ankita Raina au premier tour, puis Sabina Sharipova, par la suite elle bat Liu Fangzhou. En demi-finale, elle vient à bout de Magda Linette pour se hisser en finale. Là, elle retrouve sa compatriote Zheng Saisai qu'elle bat sur le score de 7-5, 4-0ab..
Elle s'octroie un nouveau titre lors du Guangzhou Open. Elle bat sur le score de 6-1, 6-2 Nicole Gibbs au premier tour, puis Svetlana Kuznetsova sur un double 6-2, par la suite vient à bout de Fiona Ferro sur le score de 6-4 6-0, en demie, elle vient à bout de Andrea Petkovic sur un double 6-2 aussi. En finale, elle vainc Yulia Putintseva sur le score sec de 6-1, 6-2.
Invitée au Tournoi de tennis des championnes à Zhuhai, Wang Qiang crée un exploit en arrivant en finale. Durant le tournoi, elle vient à bout de Garbiñe Muguruza en deux sets clairs 6-2, 6-0. C'est Ashleigh Barty qui remportera la finale sur le score 6-3, 6-4.
En 2019, elle commence l'année par un troisième tour à l'Open d'Australie. Elle élimine Fiona Ferro et Aleksandra Krunic. Elle sera battue par Anastasija Sevastova (tête de série numéro 13). Par la suite, elle réalise un parcours et parvient à des demi-finales au Challenger Indian Wells (WTA 125). Elle bat pour ça Natalia Vikhlyantseva, Claire Liu, Kristyna Pliskova. C'est Viktorija Golubic qui l'éliminera.
À Miami, elle arrive jusqu'en quart éliminant Johanna Konta au premier tour sur un score sans appel de 6-4, 6-0. Elle sera éliminée par Simona Halep.
Lors de l'US Open, tête de série numéro 18, elle élimine Caroline Dolehide, puis Alison Van Uytvanck, par la suite elle arrive à bout de Fiona Ferro. En huitième, Wang crée la surprise en éliminant Ashleigh Barty, pourtant favorite. Elle est ensuite battue par Serena Williams.

### 2020: d'assez bons résultats malgré une saison écourtée pour cause de pandémie
Wang Qiang commence l'année par un quart de finale en Chine à Shenzhen. Elle vient à bout de Ons Jabeur au premier tour puis de Aliaksandra Sasnovich. Elle perdra finalement face à Ekaterina Alexandrova.
Elle essuie un échec face à Simona Halep lors de son second tournoi à Adélaïde.
Arrive l'Open d'Australie où elle est tête de série (27), elle effectue un parcours convaincant. Elle sort déjà Pauline Parmentier (7-6 6-3), puis elle bat Fiona Ferro sur un score sévère de 6-1 6-0. Elle surprend par la suite celle qui l'avait éliminé à l'US Open précédent, Serena Williams (6-4 6-7 7-5). Elle sera néanmoins sortie au tour suivant sur un score de 6-4 6-4 par Ons Jabeur.
À Hua Hin, elle arrive en quarts battant Katarzyna Kawa, puis HanXinYun. Elle sera battue par Leonie Kung. Elle essuie deux échecs au premier tour à Doha de Dubai face à Elise Mertens.

### 2021: saison compliquée malgré une finale
Durant l'année 2021, Wang ne passe que rarement le second tour. À l'Open d'Australie elle perd dès le premier tour contre Sara Errani.
Les rares victoires obtenues (face à Olivia Gadecki au tournoi d'Adélaïde, Maddison Inglis lors du Phillip Island Trophy 2021, Aliona Bolsova à Miami, et Anastasia Gasanova à Istanbul) le sont toutes au premier tour.
Il lui faut attendre le mois de mai pour retrouver des couleurs. C'est au tournoi de Parme qu'elle a enfin le déclic, tête de série numéro 6, elle arrive en finale. Elle élimine Misaki Doi en trois sets (6-2, 7-5, 6-1), puis vient à bout de Martina Di Giuseppe (6-4, 6-4), arrivée au troisième tour, elle vainc Petra Martić (7-6, 3-6, 7-5), puis en demi-finale elle bat Sloane Stephens (6-2, 7-6). En finale elle s'incline face à Cori Gauff (6-1, 6-3).

### 2022: un début de saison convaincant
Lors de la seconde levée d'Adélaïde, elle échoue face à Storm Sanders dès le premier tour. Puis à Melbourne, pour la seconde levée, elle échoue une nouvelle fois au premier tour face à Destanee Aiava. C'est à l'Open d'Australie qu'elle gagne enfin son premier match (6-4, 6-2) face à la 18e tête de série Cori Gauff. Au second tour, elle domine Alison Van Uytvanck (2-6, 7-6, 6-3). Elle perd ensuite face à Madison Keys (4-6, 6-3, 7-6). À Guadalajara elle bat sur le score de 6-1, 6-2 l'américaine Lauren Davis, la française Harmony Tan (6-4, 6-2), elle domine ensuite Anna Karolína Schmiedlová (6-2, 6-3). Marie Bouzková l'élimine au tour suivant. Lors du tournoi de Monterrey, elle élimine Dalma Galfi sur le score de 6-7, 6-1, 6-4. Elle rencontre pour la première fois l'égyptienne Mayar Sherif au tour suivant, elle la bat sur le score de 6-0, 7-6, 6-3. Elle est opposée par la suite à Leylah Fernandez qui l'élimine (7-6, 6-4).
À Miami, elle passe par les qualifications puis le premier tour face à Clara Tauson, avant d'être éliminée par Cori Gauff. À Istanbul, elle est éliminée d'entrée par Sara Sorribes Tormo. Elle n'atteint pas le tableau final pour le tournoi Madrid. Aux Internationaux de France, elle est sortie dès le premier match par Jessica Pegula. Elle bat Lucrezia Stefanini à Surbiton au premier tour, mais échoue au tour suivant.
Retombée à la 140e place mondiale, elle réalise l'exploit sur l'herbe de Wimbledon, de battre au premier tour la tête de série no 14, Belinda Bencic (6-4 5-7 6-2).
Elle arrive à Prague où elle se qualifie pour le tournoi. Elle y élimine Rebecca Peterson et Dalila Jakupović pour arriver en quarts. À ce stade, elle passe en trois sets Magda Linette pour arriver en demi-finale contre Anastasia Potapova (7e tête de série). Elle réitère son parcours à Concord : elle élimine coup sur coup Mariam Bolkvadze (6-1 6-2), puis la 7e tête de série Viktorija Golubic (6-0 0-6 6-3) et la tête de série no 4 Magdalena Fręch (6-2 6-4), avant de perdre contre Coco Vandeweghe (6-4 6-3). Lors de l'US Open et du tournoi de  Chennai, elle perd face à la même adversaire, Nao Hibino. Mais le premier tour passé lors du tournoi en Inde, face à Yanina Wickmayer, lui permet de revenir dans le top 100 mondial la semaine suivante, à la 92e place mondiale.

### 2023 - 2024: absence du circuit, puis retour puis titre sur le circuit secondaire
Après un an d'absence, elle revient en 2024, surtout sur le circuit secondaire.
Invitée à Wuning, elle décroche le titre. Elle passe le premier tour face à Ayumi Koshiishi, puis Rutuja Bhosale. Elle vainc ensuite ses compatriotes Lu Jiajing et You Xiaodi; 1e tête de série. En finale, elle vient à bout de la 2e tête de série Lanlana Tararudee.

## Palmarès

### Titres en simple dames
| No | Date       | Nom et lieu du tournoi    | Catégorie | Dotation  | Surface    | Finaliste        | Score        |          |
| -- | ---------- | ------------------------- | --------- | --------- | ---------- | ---------------- | ------------ | -------- |
| 1  | 29-07-2018 | Jiangxi Open, Nanchang    | Intern'l  | 250 000 $ | Dur (ext.) | Zheng Saisai     | 7-5, 4-0 ab. | Parcours |
| 2  | 17-09-2018 | Guangzhou Open, Guangzhou | Intern'l  | 250 000 $ | Dur (ext.) | Yulia Putintseva | 6-1, 6-2     | Parcours |

### Finales en simple dames
| No | Date       | Nom et lieu du tournoi           | Catégorie    | Dotation    | Surface      | Vainqueure        | Score    |          |
| -- | ---------- | -------------------------------- | ------------ | ----------- | ------------ | ----------------- | -------- | -------- |
| 1  | 08-10-2018 | Hong Kong Tennis Open, Hong Kong | Intern'l     | 226 750 $   | Dur (ext.)   | Dayana Yastremska | 6-2, 6-1 | Parcours |
| 2  | 30-10-2018 | WTA Elite Trophy, Zhuhai         | Elite Trophy | 2 280 935 $ | Dur (int.)   | Ashleigh Barty    | 6-3, 6-4 | Parcours |
| 3  | 16-05-2021 | Emilia-Romagna Open, Parme       | WTA 250      | 235 238 $   | Terre (ext.) | Cori Gauff        | 6-1, 6-3 | Parcours |

### Titre en double dames
Aucun

### Finale en double dames
| No | Date       | Nom et lieu du tournoi          | Catégorie | Dotation  | Surface    | Vainqueures                  | Partenaire | Score    |          |
| -- | ---------- | ------------------------------- | --------- | --------- | ---------- | ---------------------------- | ---------- | -------- | -------- |
| 1  | 09-10-2017 | Hong Kong Tennis Open Hong Kong | Intern'l  | 500 000 $ | Dur (ext.) | Chan Hao-ching Chan Yung-jan | Lu Jiajing | 6-1, 6-1 | Parcours |

### Titre en simple en WTA 125
| No | Date       | Nom et lieu du tournoi            | Catégorie | Dotation  | Surface    | Finaliste  | Score              |          |
| -- | ---------- | --------------------------------- | --------- | --------- | ---------- | ---------- | ------------------ | -------- |
| 1  | 17-04-2017 | Zhengzhou Women's Open, Zhengzhou | WTA 125   | 125 000 $ | Dur (ext.) | Peng Shuai | 3-6, 7-63, 1-1 ab. | Parcours |

### Finale en simple en WTA 125
| No | Date       | Nom et lieu du tournoi             | Catégorie | Dotation  | Surface    | Vainqueure    | Score         |          |
| -- | ---------- | ---------------------------------- | --------- | --------- | ---------- | ------------- | ------------- | -------- |
| 1  | 27-10-2014 | International Women's Open, Ningbo | WTA 125   | 125 000 $ | Dur (ext.) | Magda Linette | 3-6, 7-5, 6-1 | Parcours |

## Parcours en Grand Chelem

### En simple dames
| Année | Open d'Australie | Open d'Australie     | Internationaux de France | Internationaux de France | Wimbledon       | Wimbledon        | US Open         | US Open            |
| ----- | ---------------- | -------------------- | ------------------------ | ------------------------ | --------------- | ---------------- | --------------- | ------------------ |
| 2013  | Q2               | Valeria Solovyeva    | Q1                       | Zhou Yimiao              | —               | —                | —               | —                  |
| 2014  | —                | —                    | —                        | —                        | —               | —                | 2e tour (1/32)  | Casey Dellacqua    |
| 2015  | 1er tour (1/64)  | Polona Hercog        | 1er tour (1/64)          | Francesca Schiavone      | 1er tour (1/64) | Richèl Hogenkamp | 2e tour (1/32)  | Barbora Strýcová   |
| 2016  | 2e tour (1/32)   | Anna-Lena Friedsam   | 2e tour (1/32)           | Carla Suárez             | 1er tour (1/64) | Daria Gavrilova  | 2e tour (1/32)  | Yaroslava Shvedova |
| 2017  | 1er tour (1/64)  | Mirjana Lučić        | 1er tour (1/64)          | Venus Williams           | 2e tour (1/32)  | Venus Williams   | 1er tour (1/64) | Daria Kasatkina    |
| 2018  | 1er tour (1/64)  | Madison Keys         | 3e tour (1/16)           | Yulia Putintseva         | 1er tour (1/64) | Zheng Saisai     | 3e tour (1/16)  | Elina Svitolina    |
| 2019  | 3e tour (1/16)   | Anastasija Sevastova | 2e tour (1/32)           | Iga Świątek              | 3e tour (1/16)  | Elise Mertens    | 1/4 de finale   | Serena Williams    |
| 2020  | 1/8 de finale    | Ons Jabeur           | —                        | —                        | Annulé          | Annulé           | —               | —                  |
| 2021  | 1er tour (1/64)  | Sara Errani          | 2e tour (1/32)           | Cori Gauff               | —               | —                | —               | —                  |
| 2022  | 3e tour (1/16)   | Madison Keys         | 1er tour (1/64)          | Jessica Pegula           | 2e tour (1/32)  | Heather Watson   | Q2              | Nao Hibino         |
|       |                  |                      |                          |                          |                 |                  |                 |                    |
| 2024  | —                | —                    | —                        | —                        | 1er tour (1/64) | Emma Navarro     | 1er tour (1/64) | Liudmila Samsonova |

N.B. : à droite du résultat se trouve le nom de l'ultime adversaire.

### En double dames
| Année | Open d'Australie                | Open d'Australie             | Internationaux de France    | Internationaux de France      | Wimbledon                    | Wimbledon                   | US Open                    | US Open                         |
| ----- | ------------------------------- | ---------------------------- | --------------------------- | ----------------------------- | ---------------------------- | --------------------------- | -------------------------- | ------------------------------- |
| 2016  | —                               | —                            | —                           | —                             | —                            | —                           | 1er tour (1/32) M. Linette | E. Hozumi M. Kato               |
| 2017  | 1er tour (1/32) V. Wongteanchai | V. King Y. Shvedova          | 2e tour (1/16) Liang C.     | Chan H.-c. B. Krejčíková      | 1er tour (1/32) D. Jurak     | L. Kichenok L. Tsurenko     | 2e tour (1/16) Wang Y.     | K. Mladenovic A. Pavlyuchenkova |
| 2018  | 1er tour (1/32) Wang Yafan      | O. Kalashnikova V. Lepchenko | 2e tour (1/16) I.-C. Begu   | Andreja Klepač M. J. Martínez | 1er tour (1/32) Darija Jurak | Shuko Aoyama Jennifer Brady | 1er tour (1/32) Wang Yafan | Ashleigh Barty C. Vandeweghe    |
| 2019  | 2e tour (1/16) Jiang Xinyu      | Chan Hao-ching Latisha Chan  | 1er tour (1/32) Jiang Xinyu | T. Babos K. Mladenovic        | —                            | —                           | —                          | —                               |

N.B. : le nom du ou de la partenaire se trouve sous le résultat ; le nom des ultimes adversaires se trouve à droite.

## Parcours en «Premier» et WTA 1000
Les tournois WTA « Premier Mandatory » et « Premier 5 » (entre 2009 et 2020) et WTA 1000 (à partir de 2021) constituent les catégories d'épreuves les plus prestigieuses, après les quatre levées du Grand Chelem.

### En simple dames
| Année |              | Premier Mandatory           | Premier Mandatory             | Premier Mandatory            | Premier Mandatory              |       | Premier 5 | Premier 5                     | Premier 5                    | Premier 5                     | Premier 5                    | Premier 5 | Premier 5                  |
| Année | Indian Wells | Miami                       | Madrid                        | Pékin                        |                                | Dubaï | Rome      | Canada                        | Cincinnati                   |                               | Tokyo                        |           |                            |
| Année | Indian Wells | Miami                       | Madrid                        | Pékin                        |                                | Doha  | Rome      | Canada                        | Cincinnati                   |                               | Wuhan                        |           |                            |
| Année | Indian Wells | Miami                       | Madrid                        | Pékin                        | Guadalajara                    |       | Rome      | Canada                        | Cincinnati                   |                               |                              |           |                            |
| 2012  |              |                             |                               |                              | 1er tour (1/32) Zhang S.       |       |           |                               |                              |                               |                              |           |                            |
|       |              |                             |                               |                              |                                |       |           |                               |                              |                               |                              |           |                            |
| 2015  |              |                             |                               |                              | 2e tour (1/16) C. Wozniacki    |       |           | 2e tour (1/16) F. Pennetta    |                              |                               |                              |           |                            |
| 2016  |              |                             |                               |                              | 1er tour (1/32) A. Radwańska   |       |           | 1er tour (1/32) D. Kasatkina  |                              |                               |                              |           |                            |
| 2017  |              | 2e tour (1/32) E. Svitolina | 2e tour (1/32) A. Radwańska   | 3e tour (1/8) S. Kuznetsova  | 1er tour (1/32) C. Wozniacki   |       |           | 1/4 de finale A. Sevastova    | 2e tour (1/16) M. Barthel    |                               |                              |           | 3e tour (1/8) Ka. Plíšková |
| 2018  |              | 4e tour (1/8) S. Halep      | 1er tour (1/64) A. Anisimova  | 1er tour (1/32) D. Kasatkina | 1/2 finale C. Wozniacki        |       |           | 1er tour (1/32) M. Keys       |                              | 1er tour (1/32) M. Buzărnescu |                              |           | 1/2 finale A. Kontaveit    |
| 2019  |              | 4e tour (1/8) B. Andreescu  | 1/4 de finale S. Halep        | 1er tour (1/32) D. Vekić     | 1er tour (1/32) A. Tomljanović |       |           |                               | 1er tour (1/32) K. Siniaková |                               | 1er tour (1/32) Hsieh Su-wei |           | 3e tour (1/8) A. Riske     |
| 2020  |              |                             |                               |                              |                                |       |           | 1er tour (1/32) E. Mertens    |                              |                               |                              |           |                            |
|       |              | WTA 1000                    |                               |                              |                                |       |           |                               |                              |                               |                              |           |                            |
| 2021  |              |                             | 2e tour (1/32) M. Vondroušová | 1er tour (1/32) K. Muchová   |                                |       |           | 1er tour (1/32) S. Kuznetsova | 1er tour (1/32) A. Anisimova |                               |                              |           |                            |
| 2022  |              | 1er tour (1/64) M. Bouzková | 2e tour (1/32) C. Gauff       |                              |                                |       |           |                               |                              |                               |                              |           |                            |
|       |              |                             |                               |                              |                                |       |           |                               |                              |                               |                              |           |                            |
| 2024  |              |                             |                               |                              | 1er tour (1/64) A. Parks       |       |           |                               |                              |                               |                              |           |                            |

Sous le résultat, l’ultime adversaire.

## Parcours aux Jeux olympiques

### En simple dames
| # | Date       | Nom de l'olympiade                  | Surface    | Résultat        | Ultime adversaire   | Score         |          |
| - | ---------- | ----------------------------------- | ---------- | --------------- | ------------------- | ------------- | -------- |
| 1 | 06/08/2016 | Olympic Tennis Event Rio de Janeiro | Dur (ext.) | 1er tour (1/32) | Svetlana Kuznetsova | 6-1, 4-6, 6-0 | Parcours |
| 2 | 31/07/2021 | Olympic Tennis Event Tokyo          | Dur (ext.) | 2e tour (1/16)  | Garbiñe Muguruza    | 6-3, 6-0      | Parcours |

## Parcours en Fed Cup
| #                                                              | Date       | Lieu         | Surface      | Gagnante(s)        | Perdante(s) | Score    |          |
|                                                                |            |              |              |                    |             |          |          |
| 2012 - Barrage (groupe mondial II) - Argentine - Chine - 4 : 1 |            |              |              |                    |             |          |          |
| 1                                                              | 21/04/2012 | Buenos Aires | Terre (ext.) | Florencia Molinero | Wang Qiang  | 6-3, 6-4 | Parcours |
| 1                                                              | 21/04/2012 | Buenos Aires | Terre (ext.) | Paula Ormaechea    | Wang Qiang  | 6-4, 6-2 | Parcours |

## Classements WTA en fin de saison
| Année          | 2006 | 2007 | 2008 | 2009 | 2010 | 2011 | 2012 | 2013 | 2014 | 2015 | 2016 | 2017 | 2018 | 2019 | 2020 | 2021 | 2022 | 2023 | 2024 |
| Rang en simple | 896  | 778  | 556  | 363  | 291  | 270  | 193  | 217  | 100  | 114  | 73   | 45   | 20   | 29   | 34   | 104  | 92   | –    | 379  |
| Rang en double | –    | –    | –    | 835  | 622  | 1208 | –    | –    | –    | 969  | 1119 | 154  | 253  | 306  | 527  | 1666 | 951  | –    | –    |

Source : (en) Classements de Wang Qiang sur le site officiel de la Fédération internationale de tennis

## Records et statistiques

### Victoires sur le top 10
Toutes ses victoires sur des joueuses classées dans le top 10 de la WTA lors de la rencontre.
| Légende         |
| Grand Chelem    |
| Jeux olympiques |
| Masters         |
| Premier         |
| Elite Trophy    |
| Intern'l        |
| Fed Cup         |

| # |        |  | Tournoi          | Année | Surface      |  | Adversaire         | Rang  | Tour | Score          | Tableau |
| - | ------ |  | ---------------- | ----- | ------------ |  | ------------------ | ----- | ---- | -------------- | ------- |
| 1 | no 186 |  | Kuala Lumpur     | 2013  | Dur          |  | Caroline Wozniacki | no 10 | 1/16 | 2-6, 7-61, 6-1 | Tableau |
| 2 | no 85  |  | Roland-Garros    | 2018  | Terre battue |  | Venus Williams     | no 9  | 1/64 | 6-4, 7-5       | Tableau |
| 3 | no 34  |  | Wuhan            | 2018  | Dur          |  | Karolína Plíšková  | no 7  | 1/16 | 6-1, 3-6, 6-3  | Tableau |
| 4 | no 28  |  | Pékin            | 2018  | Dur          |  | Karolína Plíšková  | no 7  | 1/8  | 6-4, 6-4       | Tableau |
| 5 | no 24  |  | Hong Kong        | 2018  | Dur          |  | Elina Svitolina    | no 5  | 1/4  | 6-2, 6-4       | Tableau |
| 6 | no 18  |  | US Open          | 2019  | Dur          |  | Ashleigh Barty     | no 2  | 1/16 | 6-2, 6-4       | Tableau |
| 7 | no 29  |  | Open d'Australie | 2020  | Dur          |  | Serena Williams    | no 9  | 1/16 | 6-4, 62-7, 7-5 | Tableau |